# Kalasatama
Kalasatama (en sueco Fiskehamnen; literalmente significa «puerto de pescado» en español) es un distrito de Helsinki. Se encuentra en el lado este del centro de Helsinki y es parte del distrito de Sörnäinen. Tiene 3000 habitantes y un área de 0,70 km². Se están construyendo varias casas torre en Kalasatama, la primera de las cuales es el edificio «Majakka», que es el edificio de gran altura más alto de Finlandia.